# Юсипович Мирон Іванович
Мирон Іванович Юсипович (нар. 1956) — український оперний та симфонічний диригент, член Національної спілки театральних діячів України (1982), заслужений артист України (2000).

## Життєпис
Народився 1956 року в Самборі. Мирон Юсипович здобував свою музичну освіту — гра на скрипці й фортепіано, хорове й симфонічне диригування — в Дрогобицькому музичному училищі та у Львівській консерваторії. Два роки стажувався в Маріїнському театрі опери та балету в Санкт-Петербурзі під керівництвом Юрія Темірканова.
З 1982 року працює диригентом у Львівському Національному театрі опери й балету. Протягом 1994–1996 рр. він був головним диригентом театру, а в 1998–2002 рр. — художнім керівником і головним диригентом цього театру. Протягом 2002–2007 р. Мирон Юсипович — головний диригент Симфонічного оркестру K&K Philharmoniker Австрійської агенциї Da Capo Musikmarketing Gmbh, Austria, а з 2004 року від також керував хором K&K Opernchor цієї ж агенції.

## Професійна діяльність
Почавши свою диригентську діяльність в 1982 р., Мирон Юсипович продиригував більше 50 опер, балетів, оперет. Він був музичним керівником таких постановок як «Аїда», «Набукко», «Травіата», «Реквієм» Джузеппе Верді, «Іоланта», «Євгеній Онєгін», «Лебедине озеро» Петра Чайковського, «Царева наречена» Миколи Римського-Корсакова, «Ромео і Джульєтта» Сергія Прокоф'єва, «Сільська честь» П'єтро Масканьї, «Паяци» Руджеро Леонкавалло, «Тоска» Джакомо Пуччіні.
Як диригент Львівського театру, Мирон Юсипович провів ряд успішних і резонансних у пресі турне: в Італії 1996 р., в Австрії й Німеччині в 2000,2001 і 2002 рр., у Голландії 2001, Польщі 2003, 2004. Мирон Юсипович виступає також, як диригент–гастролер із симфонічними й камерними оркестрами. У його репертуарі більш як сто творів, виконаних з оркестрами в концертах і на фестивалях в Україні й за кордоном.
В 2005–2007 рр. Мирон Юсипович, працюючи як постійний запрошений диригент із оркестром Львівської філармонії, виконав серед інших і такі твори: Симфонія № 3 Л. Бетховена; Симфонія № 4 П. Чайковського; Симфонія № 5 Г. Малера; Симфонії № 8 і № 15 Д. Шостаковича.
З 2000 до 2007 року для Da Capo Musikmarketing Gmbh, Austria Мирон Юсипович підготував 12 різних проєктів і виступав з K&K Philharmoniker у таких залах Європи як зал Берлінської філармонії, Концертгаус у Берліні, зал Мюнхенської філармонії й Геркулесзал — Резиденція Мюнхен, зал Старої опери у Франкфурті, Гевандгаус у Лейпцизі, Тонгалле у Цюріху, Тіволі у Копенгагені та інших.
Як диригент–гастролер, Мирон Юсипович також неодноразово виступав з оркестрами в оперних театрах Росії (Маріінський у Санкт-Петербурзі, 1985, 1986, 1994), у Пермі, Владикавказі, Північна Осетія), в Кишиневі (Молдова), у Києві, Одесі (Україна), у Міссісога й Кіченер–Ватерло (KWS) у Канаді (1997, 1998, 2001).

## Творчість
Записи Мирона Юсиповича включають: П. Чайковський, Концерт для скрипки з оркестром Ре-мажор, ор. 35 (соліст — Стефан Сітарський) з KWS (Канада); «Оперні хори» І, ІІ та ІІІ записані з K&K Philharmoniker і K&K Opernchor на концертах у Мюнхенській філармонії, Геркулесзалі у Мюнхенській резиденції, у Гевандгаузі у Лейпцигу, а також «Джузеппе Верді — Гала», записаний з концерту в Концертгаус у Дортмунді.